# Гэнигэсы
Гэнигэсы, генигесы, кенегесы, кингиты, кинегесы, кенегезы (монг. Гэнигэс) — одно из племен нирунской ветви монголов. Представляют собой одно из ответвлений рода борджигин.

## История

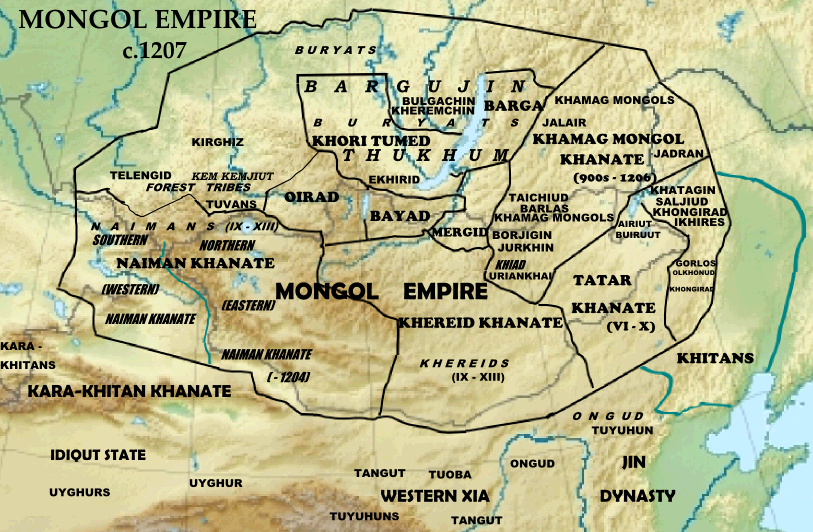
Монгольская империя в 1207 г.

Согласно «Сокровенному сказанию монголов», родословная гэнигэсов восходит к легендарному предку монголов Бортэ-Чино, который переплыл море Тенгис и поселился у берегов реки Онон, на горе Бурхан-Халдун. Под морем Тенгис, согласно ряду источников, подразумевалось озеро Байкал.
Родословная гэнигэсов выглядит следующим образом:
- Борте-Чино, родившийся по изволению Вышнего Неба. Супругой его была Гоа-Марал, потомком их был Бата-Чиган.
- Сын Бата-Чигана — Тамача.
- Сын Тамачи — Хоричар-Мерген.
- Сын Хоричар-Мергана — Аучжам-Бороул.
- Сын Аучжам-Бороула — Сали-Хачау.
- Сын Сали-Хачау — Еке-Нидун.
- Сын Еке-Нидуна — Сим-Сочи.
- Сын Сим-Сочи — Харчу.
- Сын Харчу — Борчжигидай-Мерган — был женат на Монголчжин-гоа.
- Сын Борчжигидай-Мергана — Тороголчжин-Баян — был женат на Борохчин-гоа.
- Сыновья Тороголчжина: Дува-Сохор и Добун-Мерган.
- Добун-Мерган женился на Алан-гоа, дочери Хори-Туматского Хорилартай-Мергана. Матерью Алан-гоа была Баргучжин-гоа, дочь правителя баргутов Бархудай-Мергана.
- Войдя в дом к Добун-Мергану, Алан-гоа родила двух сыновей. То были Бугунотай и Бельгунотай.
- После смерти Добун-Мергана, Алан-гоа, будучи безмужней, родила трех сыновей. То были: Бугу-Хадаги, Бухату-Салчжи и Бодончар-простак. По легенде, Алан-гоа забеременела от луча света. Согласно другой версии, их настоящим отцом был Маалих, Баяудаец.
- Бодончар стал родоначальником поколения Борчжигин.
- Потомок Бодончара, который родился от первой, старшей жены, носил имя Барин-Ширату-Хабичи.
- Сын Хабичи-Баатура был Менен-Тудун.
- У Менен-Тудуна было семеро сыновей: Хачи-Кулюк, Хачин, Хачиу, Хачула, Хачиун, Харандай и Начин-Баатур.
- Сын Хачи-Кулюка, Хайду, по матери происходил от Намолуны.
- У Хайду было три сына: Байшингор-Докшин, Чарахай-Линху и Чаочжин-Ортегай.
- От сыновей Чаочжин-Ортегая пошли племена: Оронар, Хонхотан, Арулад, Сонид, Хабтурхас, Генигес[1] и Кэит[3].

Гэнигэсы во главе с Хунаном были в числе первых монголов, присоединившихся к Тэмуджину, когда он решил основать собственный улус отдельно от своего побратима Джамухи. Хунан в дальнейшем был наречен Чингисханом одним из девяносто пяти нойонов-тысячников. Он пользовался полным доверием Чингисхана. В «Сокровенном сказании монголов» Хунану были посвящены следующие строки: Генигесскому же Хунану Чингис-хан сказал так: «Я скажу, чем был для вас этот Хунан. Для вас Боорчу с Мухалием и прочими нойонами, как и для вас Додай с Дохолху и прочими чербиями:
В черную ночь обернется он волком,
Белым же днем — черным вороном станет.
Коли стоянка — не тронется с места,
Коли поход — остановок не знает.
Перед высоким — не знал лицемерья,
Как откровенности — перед врагом.
А потому ничего не предпринимайте, не посоветовавшись с Хунаном и Коко-Цосом!» — сказал он и продолжал: «Чжочи — мой старший сын, а потому тебе, Хунан, надлежит, оставаясь во главе своих Генигесцев в должности нойона-темника, быть в непосредственном подчинении у Чжочи». Так повелел он и сказал: «Эти четверо — Хунан с Коко-Цосом да Дегай с Усун-Евгеном — из таких людей они, которые виденного не скроют, слышанного не утаят».
Гэнигэсов принято относить к нирун-монголам, т. к. они являются потомками Алан-гоа. В «Сборнике летописей» гэнигэсы упоминаются под именем кингит. При этом Рашид ад-Дином они включены в состав дарлекин-монголов, также как и родственные им племена хонхотанов и арулатов. В «Сборнике летописей» кингитам посвящены лишь несколько строк, которые гласят:
«Во время Чингиз-хана, когда тот раздавал эмиров вместе с войсками сыновьям, он дал несколько эмиров с четырьмя тысячами войск старшему своему сыну Джочи-хану, а из них один эмир, по имени Кутан-нойон, был из этой ветви, в улусе же Кунджи, который из потомков Урадэ, он же из рода Джочи, [некто] именуемый Хуран, который был известным и великим из эмиров того улуса, — из его рода».

## Современность
Носители родовой фамилии Гэнигэс проживают в столице Монголии Улан-Баторе и аймаке Дорнод. Представители рода гэнигэс также проживают на территории Внутренней Монголии. Кенегесы также вошли в состав каракалпаков, узбеков, казахов.
На юге Актюбинской области среди казахов есть родовая группа кенегес, их относят к роду шекти. Устные предания возводят родословную кенегесов к мангытам Ногайской Орды. Впервые упоминаются среди племён восточной Половецкой степи в XV вeке. В конце XIX века численность узбекских кенегесов составляла 35 тысяч человек, живших на побережье Кашкадарьи и в Шахрисябзе. Числeнность каракалпакских кенегесов в начале XX века составляла 8600 человек, проживавших в Янгыбазарской и Кегейлинской волостях. Каракалпакские кенегесы делятся на 8 родов (араншы, тараклы, актогын, оймауыт, омыр, жобал, нокыс, домбозак); узбекские — на 5 родов (кайсаралы, тараклы, ачамайлы, абаклы, чехут). Роды кенегесов схожи с родами керей Среднего жуза. Тамга каракалпакских кенегесов — X (ашамай), схожа с тамгой рода ашамайлы керей Среднего жуза.

### Каракалпакские кенегесы
(тамга: Х (атанақ), уран: Шаўлы-Шаўхай)
| Племя  | Араншы (көшелери)                                                                     | Ақтоғын (көшелери)   | Өмир (көшелери)                               | Тарақлы | Добал (көшеси)    | Оймаўыт (тийрелери)               | Домбазақ | Нөкис (тийрелери)                            |
| ------ | ------------------------------------------------------------------------------------- | -------------------- | --------------------------------------------- | ------- | ----------------- | --------------------------------- | -------- | -------------------------------------------- |
| Рулары | 1. Аннақул 2. Абас (тийреси) 1. Сейтимбет 3. Сүйин 4. Қулман 5. Жуўас 6. Дәўулетқарға | 1. Нанжемес 2. Көшер | 1. Ақпышақ 2. Усақ 3. Жел 4. Мынжыр 5. Өтемис | [[]]    | 1. Жетиқарақазақы | 1. Қара 2. Сары (көше) 1. Жийдели | [[]]     | 1. Жаманжақ 2. Бозақ 3. Алтынпышақ 4. Гобдир |